# Erik Martin

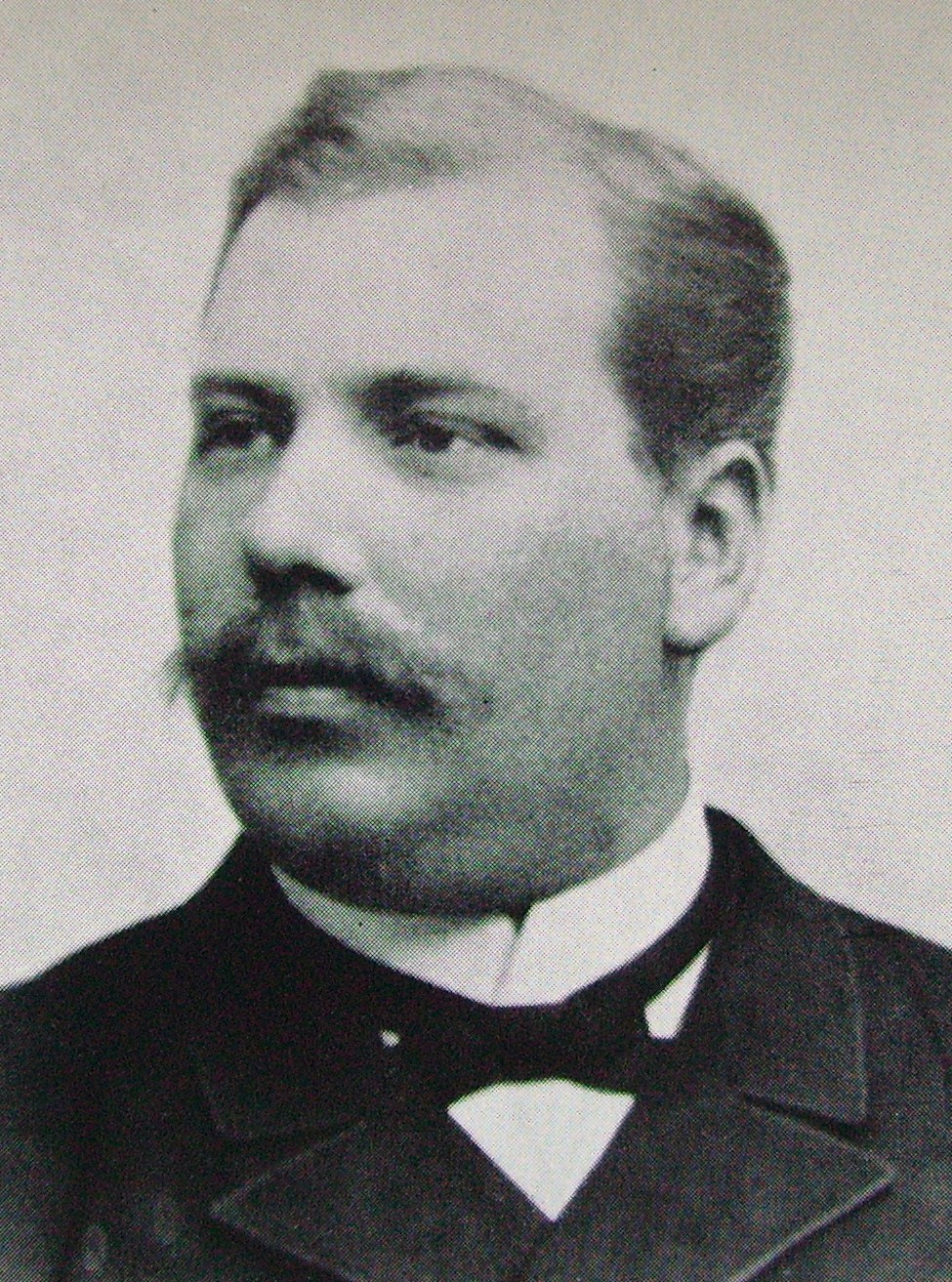
Erik Martin

Erik David Valdemar Martin, född 11 maj 1856 i Stockholm, död 24 oktober 1921 i Djursholm, var en svensk advokat och politiker (liberal), bror till Carl Martin, kusin till Hugo Martin.
Erik Martin var auditör 1889–1915 och krigsdomare 1915–1918. Han var ordförande i Sveriges advokatsamfund 1904–1912.
Mellan 1906 och 1908 var han riksdagsledamot (Liberala samlingspartiet) i andra kammaren för Stockholms stads valkrets. Han var bland annat ledamot av tillfälliga utskottet. Som politiker arbetade han bland annat med sjölagsfrågor samt engagerade sig för införandet av adoption i svensk lag.